# Karl Seglem

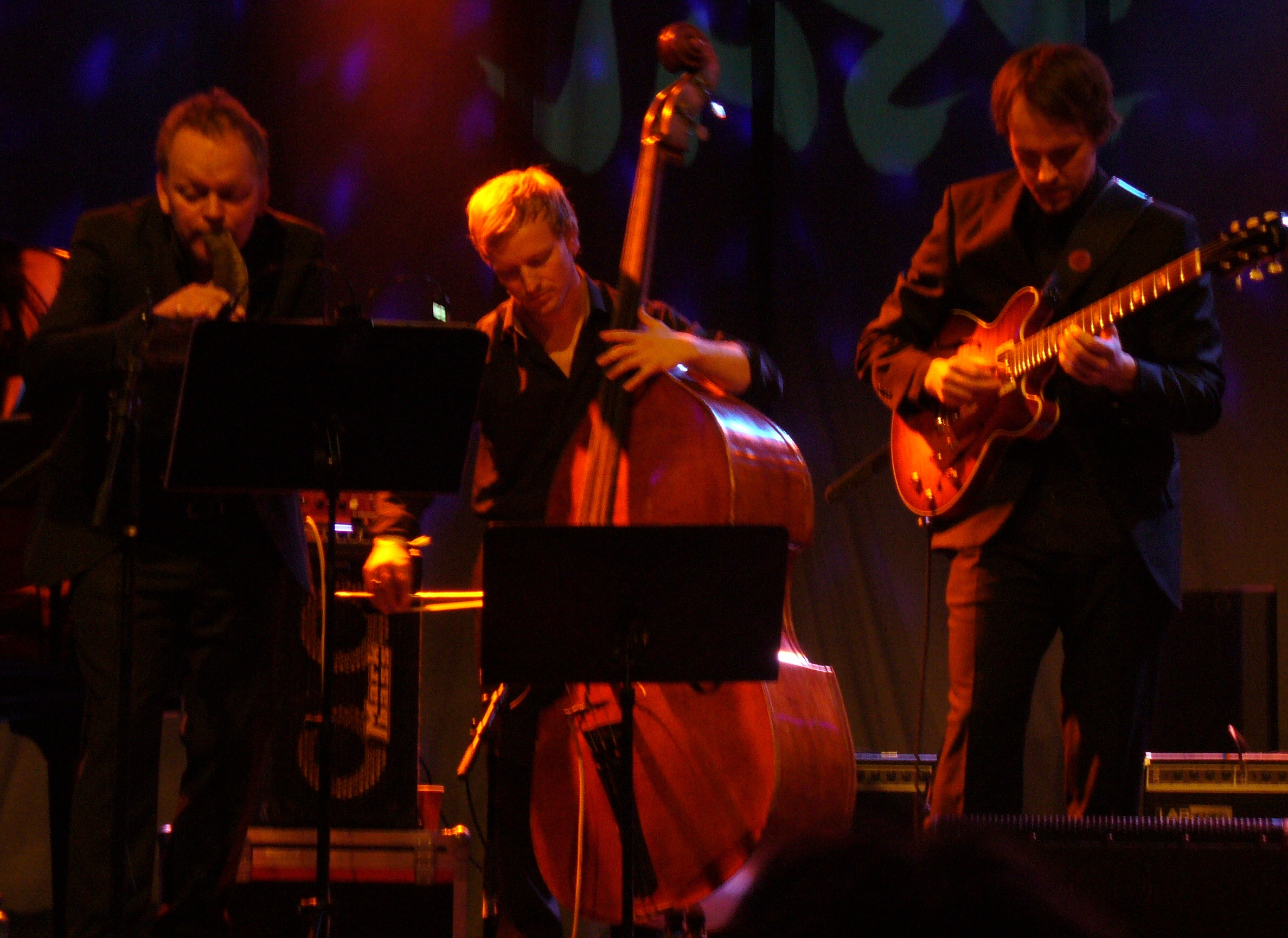
Karl Seglem (links), Sigurd Hole und Gisle Torvik auf dem Vossajazz 2014

Karl Seglem (* 8. Juli 1961 in Årdalstangen) ist ein norwegischer Saxophonist und Ziegenhornbläser des World Jazz.

## Leben und Wirken
Seglem wurde 1978 bis 1980 an der Voss Folkehøgskule ausgebildet. Von 1980 bis 1992 arbeitete er in Bergen mit Arvid Genius, Jan Grieg, Kenneth Sivertsen und Knut Kristiansen. Seit 1988 hat er als Solist und mit eigenen Gruppen bisher zahlreiche Musikalben veröffentlicht, arbeitete aber auch mit Musikern wie Dagobert Böhm zusammen. 
Das besondere Kennzeichen seiner Musik ist die Vermischung von Jazz-, Ambient- und Folkelementen. Neben den klassischen Jazzinstrumenten tauchen immer wieder alte norwegische Volksmusikinstrumente auf wie die Hardangerfiedel. Er ist auf norwegischen Jazz- und Folk-Festivals und in Großbritannien, Irland, Finnland, Schweden, Deutschland, Nordamerika und Japan aufgetreten.
Im Jahr 1998 erhielt er für sein Werk Tya den Edvard-Preis. Im gleichen Jahr bekam er auch den norwegischen Gammleng-Preis in der offenen Kategorie.
Karl Seglem lebt in Oslo, wo er seit 1991 auch das von ihm gegründete Plattenlabel NORCD leitet.

## Diskographische Hinweise
- Poems for trio (1988)
- Sogn-a-Song (1991)
- Utla (1992)
- Rit (1994, mit Sogn-A-Song)
- Brodd (1995, mit Utla)
- Null (1996, mit Isglem)
- Struggle for life (1996, Soundtrack)
- Tya (1997, mit Reidar Skår)
- Spir (1998, mit Sogn-A-Song)
- Dans (1999, mit Utla)
- Daa (2000, mit Henriksen-Isungset)
- Nye nord (2002)
- Fire (2003, mit Isglem)
- Song (2003, mit Utla)
- New north (2004)
- Femstein (2004)
- Reik (2005)
- Urbs (2006)
- Draumkvedet (2009, mit Berit Opheim Versto)
- Norskjazz.no (2009), mit Andreas Ulvo, Sigurd Hole, Jonas Howden Sjøvaag
- Skoddeheimen (2009)
- Draumkvedet (2009)
- Ossicles (2010)[1]
- NyeSongar.no (2013)
- Som spor (2014)
- Waves (2015)
- Live in Germany (2015)
- WorldJazz  (2015)
- Lærad (The Tree) (2015, mit Håkon Høgemo, Helge Norbakken u. a.)
- Karl Seglem & Christoph Stiefel Group	Hopp (and Smile!)/Monsterjazz (Challenge, mit Julie Hjetland Jensen, Trygve Waldemar Fiske und Kåre Opheim)
- Nunatak  (2018)
- Ei aning grønt (a sense of green) (2023)

## Preise
Seglem erhielt 1998 den Edward Preis und wurde 2010 mit dem Buddyprisen ausgezeichnet.